# Gran Premio de Montreal 2012

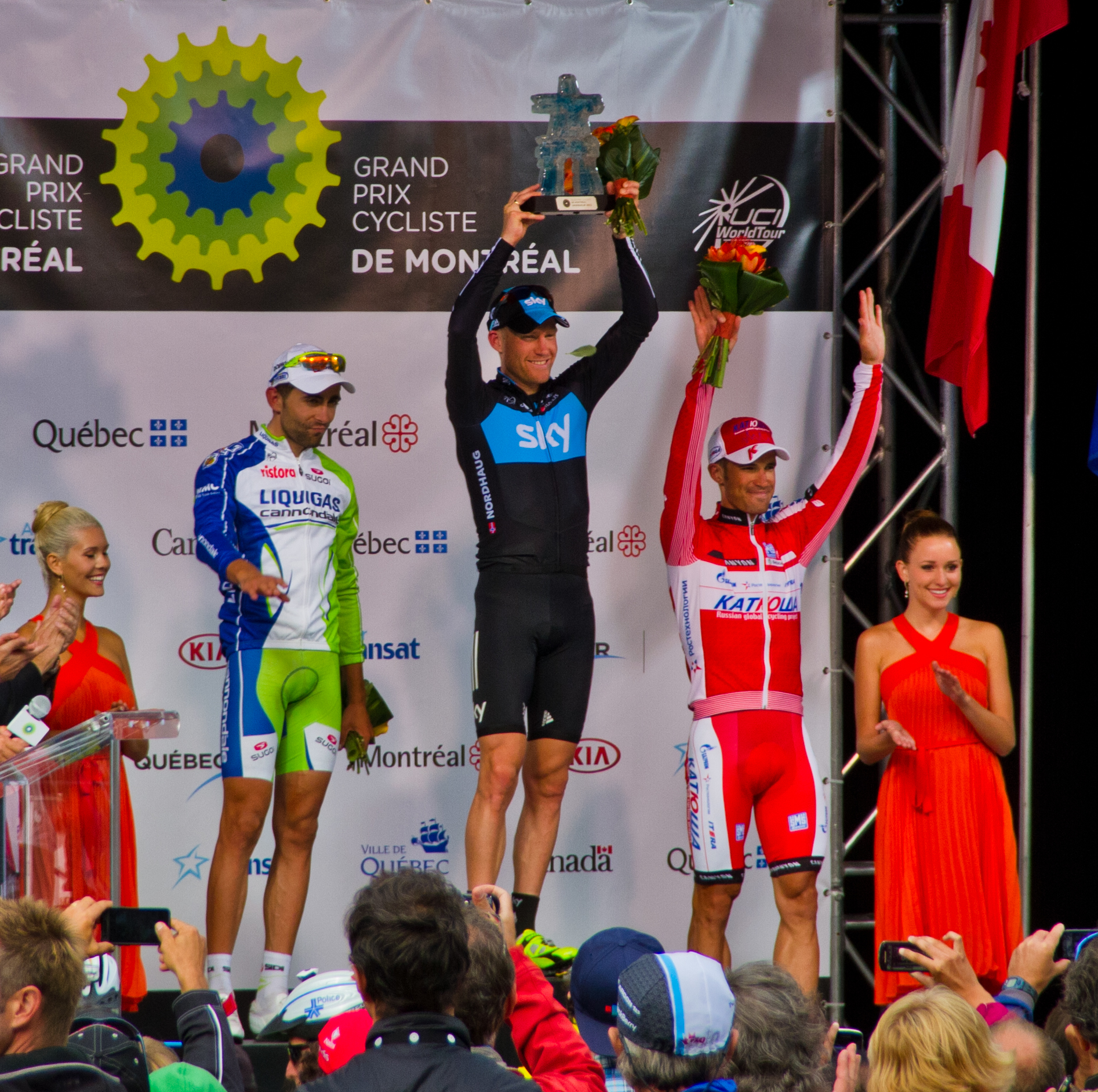
En primer lugar; Lars Petter Nordhaug de Noruega de Sky. Segundo; Moreno Moser de Liquigas de Italia. Tercero; Alexandr Kolobnev, ciclista ruso del equipo Katusha, Gran Premio de ciclismo de Montreal, 2012.

La 3.ª edición del Gran Premio de Montreal fue una carrera carrera ciclista que se disputó el domingo 9 de septiembre de 2012 en la ciudad de Montreal, Canadá.
Se realizó al igual que en la edición anterior, dos días después del Gran Premio de Quebec y en el mismo circuito de 12,1 km del año 2011, recorriéndolo en 17 oportunidades y totalizando 205,7 km.
Perteneció al UCI WorldTour 2012.

## Equipos participantes
Tomaron parte en la carrera los mismos equipos que en el Gran Premio de Quebec 2012, excepto la selección canadiense. Fueron 21 equipos: los 18 de categoría UCI ProTour (al ser obligada su participación); más 3 de categoría Profesional Continental mediante invitación de la organización (SpiderTech powered by C10, Team Europcar y el Cofidis, le Crédit en Ligne. Integrados por 8 ciclistas cada equipo (excepto el Sky que lo hizo con 7 y el Orica GreenEDGE con 6), formaron un pelotón de 165 corredores, llegando al final 116.
| Equipo                           | Cód. UCI |
| -------------------------------- | -------- |
| Garmin-Sharp                     | GRS      |
| BMC Racing Team                  | BMC      |
| Team Movistar                    | MOV      |
| Sky Procycling                   | SKY      |
| Liquigas-Cannondale              | LIQ      |
| Omega Pharma-Quick Step          | OPQ      |
| Katusha Team                     | KAT      |
| Orica-GreenEDGE                  | OGE      |
| Astana Pro Team                  | AST      |
| Lotto Belisol                    | LTB      |
| Rabobank Cycling Team            | RAB      |
| RadioShack-Nissan                | RNT      |
| Euskaltel-Euskadi                | EUS      |
| Lampre-ISD                       | LAM      |
| Vacansoleil-DCM Pro Cycling Team | VCD      |
| FDJ-Big Mat                      | FDJ      |
| Ag2r La Mondiale                 | ALM      |
| Saxo Bank-Tinkoff Bank           | STB      |

| Equipo                      | Cód. UCI |
| --------------------------- | -------- |
| SpiderTech powered by C10   | SPI      |
| Team Europcar               | EUC      |
| Cofidis, le Crédit en Ligne | COF      |

## Desarrollo
La primera fuga seria fue protagonizada por Eduard Vorganov (Katusha), Valerio Agnoli (Liquigas-Cannondale), Manuele Boaro (Saxo Bank-Tinkoff Bank) y Ryan Roth (SpiderTech powered by C10).
Luego de ser absorbidos por el pelotón, Boaro realizó otro intento de fuga, esta vez con Cyril Gautier (Europcar) y Egoi Martínez (Euskaltel-Euskadi) quienes se le unieron después de comenzar la cuarta vuelta. Por detrás, el pelotón dejó aumentar la ventaja rápidamente.
Simone Ponzi (Astana) y Kristjan Koren (Liquigas-Cannondale), fueron los siguientes en salir en busca de la cabeza de carrera, cuando ésta llevaba 5 minutos de diferencia, pero no lograron conectar y fueron devueltos al pelotón en la vuelta 11.
Boaro fue el primero de los tres líderes en retrasarse durante la vuelta 14. Con tres vueltas para el final, el pelotón conducido por el Katusha ya tenía a los dos fugitivos a corta distancia, pero éstos lograron sobrevivir hasta la penúltima vuelta.
En la subida del último circuito, el Sky se puso al frente hasta reducir el pelotón principal a unos 20 corredores. A 7 km para el final, Greg Van Avermaet (BMC Racing) intentó una fuga sin éxito y faltando 4,5 km fue el noruego Lars Petter Nordhaug (Sky) quién logró sacar alguna diferencia. Moreno Moser (Liquigas-Cannondale) y Bjorn Leukemans (Vacansoleil-DCM) salieron en su persecución y Alexandr Kolobnev (Katusha) también salió del grupo a poco del final. Nordhaug logró resistir quedándose con la carrera por solo 2 segundos sobre Moser y Kolobnev, 2º y 3ª respectivamente.

## Clasificación final
| \| Posición \| Ciclista \| Equipo \| Tiempo \| \| \| 1. \| Lars Petter Nordhaug \| Sky \| 5 h 28 min 29 s \| \| \| 2. \| Moreno Moser \| Liquigas-Cannondale \| a 2 s \| \| \| 3. \| Alexandr Kolobnev \| Katusha \| m.t. \| \| \| 4. \| Simon Gerrans \| Orica GreenEDGE \| a 4 s \| \| \| 5. \| Edvald Boasson Hagen \| Sky \| m.t. \| \| \| 6. \| Bjorn Leukemans \| Vacansoleil-DCM \| m.t. \| \| \| 7. \| Jürgen Roelandts \| Lotto Belisol \| m.t. \| \| \| 8. \| Rui Costa \| Movistar \| m.t. \| \| \| 9. \| Luca Paolini \| Katusha \| m.t. \| \| \| 10. \| Tony Gallopin \| Radioshack-Nissan \| m.t. \| \| |                      |                     |                 |  |
| Posición | Ciclista             | Equipo              | Tiempo          |  |
| 1. | Lars Petter Nordhaug | Sky                 | 5 h 28 min 29 s |  |
| 2. | Moreno Moser         | Liquigas-Cannondale | a 2 s           |  |
| 3. | Alexandr Kolobnev    | Katusha             | m.t.            |  |
| 4. | Simon Gerrans        | Orica GreenEDGE     | a 4 s           |  |
| 5. | Edvald Boasson Hagen | Sky                 | m.t.            |  |
| 6. | Bjorn Leukemans      | Vacansoleil-DCM     | m.t.            |  |
| 7. | Jürgen Roelandts     | Lotto Belisol       | m.t.            |  |
| 8. | Rui Costa            | Movistar            | m.t.            |  |
| 9. | Luca Paolini         | Katusha             | m.t.            |  |
| 10. | Tony Gallopin        | Radioshack-Nissan   | m.t.            |  |